# Жигмонд Батори
Жигмонд Батори или Сигизмунд Баторий (венг. Báthory Zsigmond, рум. Sigismund Bathory, пол. Zygmunt Batory; 20 марта 1572 — 27 марта 1613) — князь Трансильвании, сын Криштофа Батори и Эржебет Бочкаи, племянник короля Польши и великого князя Литовского Стефана Батори.

## Биография
Жигмонд родился в 1572 году в семье Криштофа Батори, князя Трансильвании, принадлежащего влиятельному трансильванскому роду Батори, и Эржебеты Бочкаи, дочери Дьердя Бочкаи и Кисмаржи. Всего в семье Криштофа и Эржебеты было четверо детей или пятеро. Криштоф покровительствовал иезуитам и поручил им воспитание своего сына, который уже при жизни отца был назначен преемником княжеского трона. Когда 27 мая 1581 года Криштоф Батори умер (Эржебет умерла в феврале того же года), князем Трансильвании стал Жигмонд, но так как он был ещё слишком молод, при нём был назначен регент.
В 1588 году Жигмонд достиг совершеннолетия и почти сразу же выказал желание вступить в союз с христианскими правителями против турок, несмотря на то, что Трансильвания являлась вассалом Османской империи. Такая резкая смена курса вызвала недовольство и трансильванский сейм в Турде даже затребовал, чтобы Жигмонд повторно присягнул на княжеский трон. Батори отказался и, несмотря на угрозы и столкновения, подавил начавшееся было восстание, казнив всех, кто попал к нему в руки.
В 1594 году Жигмонд заключил союз с Михаем Храбрым, господарем и правителем Валахии, и Ароном Тираном, господарем и правителем Молдавского княжества, против Османской империи. На тот момент все три княжества являлись вассалами турок, но собирались выступить на стороне Габсбургов. В 1595 году Жигмонд пригласил Михая и Арона в Алба-Юлию для заключения договора, согласно которому Валахия и Молдавское княжество станут вассалами Трансильвании в обмен на военную помощь. Арон отказался ехать, поэтому Жигмонд подговорил одного из молдавских военачальников, гетмана Стефана Развана, устроить переворот. В результате восстания Арон был пленён в мае 1595 года (позже отправлен в крепость Винц и отравлен в 1597 году). Посольство же Михая, превысив свои полномочия, подписало данное соглашение 20 мая 1595 года. 3 июня этот договор был подписан послами нового князя Молдавии Стефана VIII Развана.
Немаловажную роль в этой кампании сыграли секеи. Пообещав им пересмотреть их права (на тот момент секеи составляли венгерское национальное меньшинство), Жигмонд добился того, что около 23 тысяч секейских воинов вступили в Трансильванскую армию. Однако уже через год Жигмонд отказался от своих обещаний и жестоко подавил возникшее было восстание (считается, что именно поэтому в октябре 1598 года секеи выступили против Трансильвании на стороне Михая Храброго).

### Политика Габсбургов

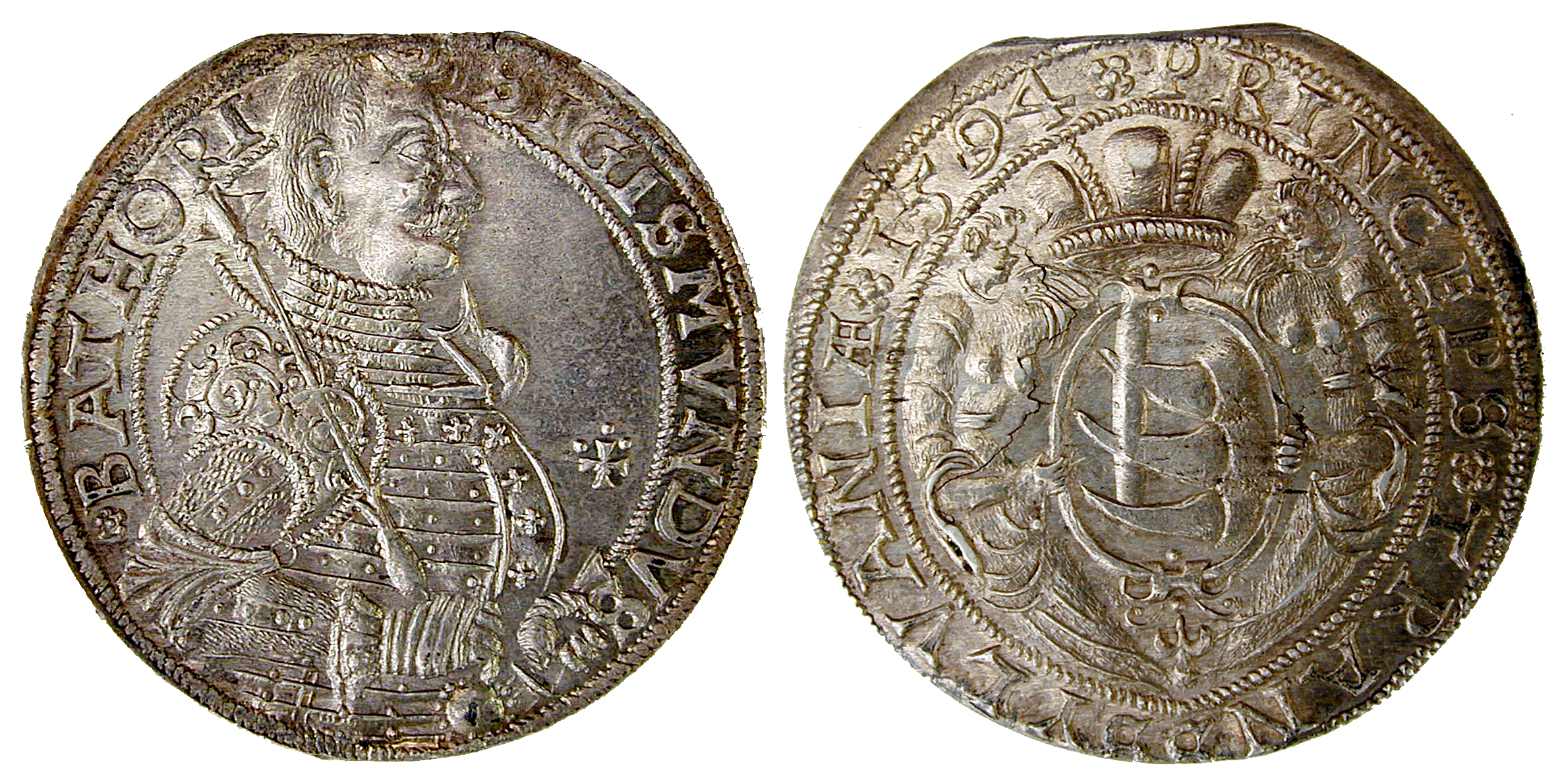
Серебряный талер Жигмонда Батори, 1594 год

В 1595 году, в знак союзных отношений между Трансильванией и империей Габсбургов, Рудольф II, император Священной Римской империи и король Венгрии, подписал договор, по которому доминия Мукачевского замка (Паланок), все Березовский, Угочанский и Мараморожский комитаты были переданы под власть Трансильвании. Чтобы закрепить этот альянс, Жигмонд женился на Марии Кристине Австрийской (1574 — 1621), дочери эрцгерцога Австрии Карла II и Марии Анны Баварской. Однако, спустя всего четыре года, Жигмонд публично потребовал расторжения брака.
Тем временем валашский господарь Михай Храбрый поставил своей целью освободить от турецкого господства Молдавию и Трансильванию и в дальнейшем объединить их под своей властью. Когда Михай освободил от турок родную Валахию, турецкое правительство, опасаясь, что это может вызвать выступления других вассалов, пошло на заключение мира с Михаем Храбрым, признав его валашским господарем. Несмотря на заключенный с Османской империей мир, Михай продолжил борьбу за освобождение от турецкий зависимости. В интересах этой борьбы он даже был вынужден согласиться на сюзеренитет австрийского императора Рудольфа II, и в период между 1598 и 1599 годами подчинил под своей властью Молдавию и Трансильванию, благодаря чему некоторое время с 1600 года Михай именовался «господарем Валахии, Трансильвании и всей Молдавской земли».
23 декабря 1597 года Жигмонд Батори, оказавшийся зажатым между стремящимися подчинить себе Трансильванию турками и Габсбургами, заключил с Рудольфом II новый договор, согласно которому Жигмонд отрекался от княжества Трансильванского в пользу Рудольфа в обмен (в качестве компенсации) на Опольское княжество (герцогство) в Силезии. При этом Батори, как герцог Ополе, становился принцем Священной Римской империи). 10 апреля 1598 года Жигмонд передал власть представителям императора, однако Рудольф не выполнил свою часть договора. 20 августа 1598 года Жигмонд тайно возвратился, изгнал представителей Габсбургов, и успешно выдержал ряд турецких осад.
29 марта 1599 года Жигмонд передал власть своему двоюродному брату Андрашу Батори, сыну Анджея VII, венгерскому кардиналу, князю-епископу Вармийский и гранд-мастеру Ордена Дракона. То, что Андраш стал князем Трансильвании, было одобрено и принято как Речью Посполитой, так и Османской империей, но вызвало недовольство в стане антитурецкой коалиции, в результате чего Габсбургами и Михаем Храбрым было предпринято совместное нападение на Трансильванию. Их объединённые войска под командованием генерала Джорджио Баста одержали сокрушительную победу над армией Андраша 28 октября 1599 года. Сам Андраш был убит 3 ноября, во время отступления в районе Сандомика, на секейской земле в районе жудеца Харгита. Таким образом, князем Трансильвании стал Михай Храбрый.
В 1600 году Жигмонд Батори во главе армии поляков и казаков попытался вернуть себе трон, но был разгромлен под Сучавой. В то же время управление Михая начало вызывать открытое недовольство среди трансильванских феодалов, которые опасались, что объединение под главенством Валахии приведёт к усилению власти валашского боярства и к уменьшению их собственного влияния. При поддержке дворян Молдавского княжества был устроен переворот, трансильванская знать изгнала представителей Михая и 4 февраля 1601 года князем вновь был избран Жигмонд Батори, который к этому времени собирал новое войско под Коложваром.
Враждебная позиция Жигмонда по отношению к Габсбургам, заставила Рудольфа II пойти на союз с Михаем. Получивший свежих наемников и корпус генерала Басты, Михай нанёс очередное поражение войску Жигмонда 3 августа 1601 года. Однако насладиться победой Михай Храбрый не успел. Возможно, с одобрения императора, Джорджио Баста организовал против Михая заговор, в результате которого тот был убит недалеко от Турды 9 августа 1601 года, что позволило Жигмонду вернуться в Трансильванию. 26 июля 1602 года Жигмонд Батори навсегда покинул Трансильванию, передав власть Басте, как представителю Габсбургов. Жигмонд умер в Праге 27 марта 1613 года.

## Семья
С 1595 года Жигмонд Батори был женат на Марии Кристине (1574 — 1621), дочери эрцгерцога Австрии Карла II и Марии Анны Баварской. Однако через некоторое время Жигмонд публично потребовал развод. Развод Жигмонд получил только в 1599 году, когда его отношения с Габсбургами испортились окончательно.
Существует легенда, что известный разбойник Кудеяр, промышлявший на Волге в XVI веке, являлся представителем рода Батори, а именно сыном Жигмонда Батори и некой знатной литвинки (предположительно, дочери Криштофа Косинского). Перед свадьбой с Марией Австрийской, Жигмонд отослал сына к казакам, на Украину. Однако, эта легенда фактически ничем не обоснована.